# Würzpilz

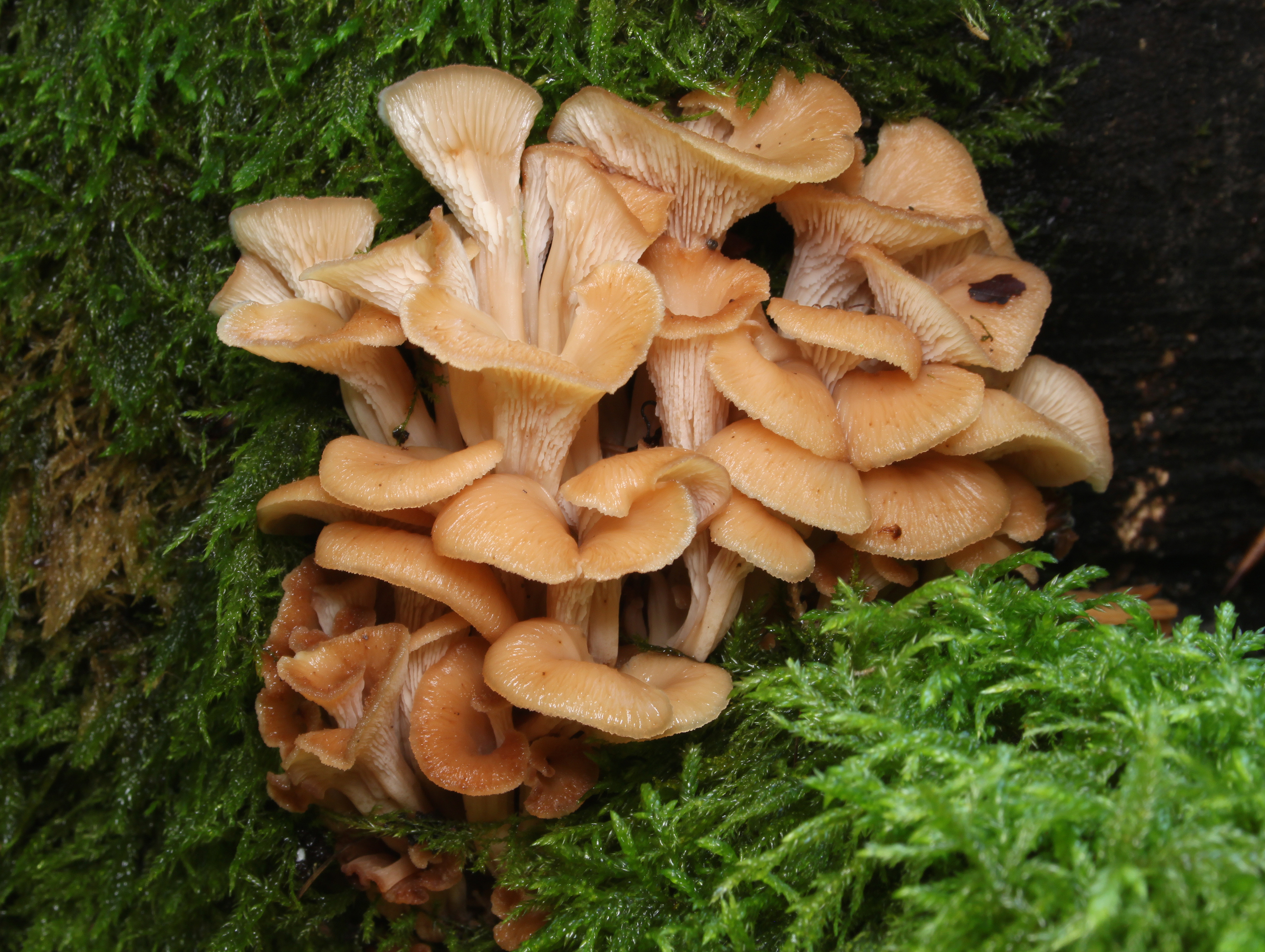
Der Anis-Zähling, ein klassischer Würzpilz

Ein Würzpilz ist ein Speisepilz, der als Gewürz verwendet wird, um Gerichten eine bestimmte geschmackliche Note zu verleihen. Hierzu wird der Pilz mit einer speziellen Mühle zu einem Pulver zermahlen, das anschließend auf die Speise gestreut wird. Diese Pilzwürze sollte luftdicht und trocken aufbewahrt werden.

In der Regel werden Pilze als Würzpilze verwendet, die über besonders starken Geschmack verfügen und sich deshalb nicht als Speisepilze im eigentlichen Sinn eignen, beispielsweise der Habichtspilz. Gelegentlich wird auch der Pfeffer-Röhrling fälschlicherweise als Gewürzpilz erwähnt, er verliert die Schärfe jedoch beim Erhitzen.